# List miłosny
List miłosny – list wyrażający w romantyczny sposób miłość do adresata.
W epistolografii miłosnej list jest skierowany do rzeczywistej, faktycznie istniejącej osoby i związany z faktyczną życiową miłością w odróżnieniu od liryki miłosnej, gdzie poeta pisze utwór poetycki w formie listu do z reguły fikcyjnej postaci wysnutej z wyobraźni, np. wymarzonej ukochanej.

## Ogólna charakterystyka
Listy miłosne mają charakter intymny, są pisane z wykluczeniem jawności, nie są przeznaczone do publikacji, a jedynie do czytania przez osobę ukochaną. Uzewnętrzniają uczucie miłości, czyli spiritus movens ludzkiego życia. Listy miłosne wybitnych jednostek (poetów, pisarzy, myślicieli, wodzów) pozwalają czytelnikowi zajrzeć do ich dusz, poznać ich charaktery i skłonności oraz odzwierciedlają ducha czasu.
List miłosny może być krótki lub długi. Może zostać dostarczony adresatowi osobiście, przez listonosza, gołębia pocztowego, e-mail, tweet lub ukryty w sekretnym miejscu. List miłosny może pozostać niewysłany, jeżeli autor listu nie jest na to psychicznie gotowy, bo treść listu może być ryzykowna lub zbyt sekretna, a także w przypadku fizycznej niemożliwości wysłania listu (np. podczas Holocaustu). W porównaniu do komunikowania się przez telefon pisanie listów miłosnych ma tę zaletę, że list można przeczytać ponownie. Własnoręcznie napisane wyznanie miłości na pięknej kartce ma o wiele większą wartość niż wypowiedziane ustnie czy przesłane pocztą elektroniczną. W liście miłosnym niekoniecznie zostaje wyrażone tylko uczucie miłości, ale mogą zostać wyrażone także inne uczucia (pożądania, namiętności, troski), emocje i pragnienia.
Pisanie lub czytanie listu miłosnego wiąże się z dwoma uwarunkowaniami: nieobecnością tej drugiej osoby i zawiązaniem kontaktu pisemnego. Osoba pisząca romantyczny list jest zwykle cieleśnie sama, ale psychicznie, myślami, z ukochaną osobą.
Szczególną rolę listy miłosne odegrały we Francji, już od XII wieku. Do najpiękniejszych i najliczniejszych francuskich listów miłosnych należą listy pisane do siebie przez kochanków, podczas gdy wśród równie bogatej miłosnej epistolografii niemieckiej przeważały listy narzeczonych i małżonków. We Włoszech list miłosny był traktowany jako osobny rodzaj literacki, natomiast hiszpańska epistolografia miłosna jest bardzo uboga, zaś w angielskiej spotkać można głównie listy miłosne poetów i pisarzy.

## Historia
Wiadomo, że listy miłosne pisywano już w starożytnym Egipcie, chociaż nie zachowały się do dzisiejszych czasów, a motyw listu występował w liryce. Zachowały się natomiast wskazówki odnośnie do pisania miłosnych bilecików z czasów starorzymskich i starogreckich. Zakochani wzorowali się też na poetyckich listach miłosnych. Do naszych czasów zachował się wiersz rzymskiego poety Propercjusza z I wieku p.n.e., na którym prawdopodobnie wzorował się Owidiusz pisząc Heroidy, czyli cykl poetyckich listów miłosnych postaci mitologicznych.
W Europie w średniowieczu na rozwój miłosnej epistolografii wywarła wpływ poezja trubadurów i dworski styl miłości. W pergaminowym łacińskim listowniku z XII wieku zatytułowanym Modi Dictaminum znajdował się rozdział poświęcony sztuce pisania listów miłosnych, czyli sztuce uwodzenia słowem. W XIII wieku został znaleziony zbiór łacińskojęzycznych listów miłosnych Abelarda i Heloizy, których autentyczność bywa jednak kwestionowana.
Pierwsze informacje o polskiej epistolografii miłosnej pochodzą dopiero z XV wieku. Rolę zakochanego rycerza z Europy Zachodniej, pełnił w Polsce (krakowski) żak, który pisał listy miłosne we własnej sprawie lub układał je na zamówienie dla nieobeznanych ze sztuką pisania romantycznych listów. W wydanym przez Jana Ursyna w 1522 roku w Krakowie łacińskim listowniku pt. Modus epistolandi, będącym podręcznikiem dla żaków uczęszczających na wykłady ze scholastycznej epistolografii, znalazł się przykład listu miłosnego. Poza jednym wyjątkiem, wszystkie najstarsze zachowane polskie listy miłosne były pisane przez mężczyzn do kobiet.
Najstarszy list miłosny w języku polskim, zachowany do dzisiejszych czasów, pochodzi z 1429 roku. Napisał go Marcin z Międzyrzecza do ukochanej panny  również pochodzącej z Międzyrzecza, zwracając się do niej Panno ma najmilejsza. List został napisany pismem gotyckim, prozą w języku staropolskim. List jest przechowywany w Bibliotece Jagiellońskiej, a jego kopia znajduje się w muzeum w Międzyrzeczu.
Według autorki książek Agnieszki Krzemińskiej od XV wieku także w Polsce nastała moda na miłosne bileciki. W renesansie i do XVI wieku włącznie listy miłosne pisano w stylu włoskim, który w XVII wieku zaczął ustępować na rzecz stylu francuskiego. W XVIII wieku dominował już francuski styl pisania listów miłosnych, który charakteryzował się długimi zdaniami, rozbudowanymi komplementami, francuskimi wtrętami, porównywaniem uciech łoża z terminologią żeglarską oraz ornamentami i przesadnymi zdobnikami. Według romantyków list miłosny był najlepszym środkiem do wyznania i zachowania uczuć.
Natomiast Bertold Merwin uważał, że rozwój epistolografii miłosnej w Polsce przypadł dopiero na XVII wiek i miał miejsce pod wpływem kontaktów z zagranicą (wojaży), które wpłynęły na dotychczasowe poglądy na temat płci, miłości i sposobu wyrażania uczuć. W siermiężnym wieku XV i XVI nie istniały sprzyjające warunki do rozwijania się sztuki pisania listów miłosnych, aczkolwiek powstawały erotyczne utwory poetyckie i pisano listy w sprawach politycznych, społecznych i rodzinnych. Podróżujący poza granice Polski (dyplomaci, kupcy, poeci) przywozili informacje o bujniejszej, bardziej wyrazistej miłości oraz gotowe wzory listów z Francji i Italii. W XVII wieku dokonywał się przełom w obyczajowości, który zdaniem Merwina, stworzył sprzyjające warunki do rozwoju epistolografii miłosnej na ziemiach polskich.
W XIX wieku pisanie listów miłosnych było nie tylko wyrazem namiętności, ale także wykształcenia i elokwencji, należało do dobrego tonu. W prozie kobiecej, m.in. u Jane Austen, pojawiły się wątki oczekiwania na list od ukochanego, noszenia na piersi miłosnego bileciku czy przechowywania miłosnej korespondencji pachnącej lawendą. Na przełomie XIX i XX wieku sposób komunikowania się za pomocą listów miłosnych stał się dostępny dla każdego za sprawą powszechnego alfabetyzmu i unowocześnienia systemu pocztowego.
Dzięki informacjom o bieżących wydarzeniach, które znajdowały się w listach miłosnych obok fraz wyrażających uczucia, listy miłosne stanowią dokument ilustrujący kulturę minionych czasów, w których żyli kochankowie, dokument mówiący wiele o nich samych, a nie tylko o sposobie wyrażania uczuć i uczuciowości.
Pisanie listów miłosnych było szczególnie rozpowszechnione w czasach wojny, gdy mężczyźni byli daleko od domu, natomiast w czasach pokoju miało miejsce, gdy zakochanych dzieliła duża odległość.
W mniej więcej połowie XX wieku list miłosny stał się staroświeckim przeżytkiem, passé. Dopiero w erze cyberprzestrzeni list miłosny odrodził się w formie romantycznego listu elektronicznego (e-pistolografia miłosna). Przykładem współczesnej powieści epistolarnej w mailach jest Samotność w sieci. Na wymianie romantycznej korespondencji internetowej został oparty film You've Got Mail z 1998 roku, z Meg Ryan i Tomem Hanksem w rolach głównych. W 2000 roku sieć komputerową od Hongkongu przez Europę aż po Stany Zjednoczone włącznie sparaliżował e-mail o tytule I love you z załącznikiem listu miłosnego „dla Ciebie”, który zawierał wirus komputerowy ILOVEYOU. List otworzyły miliony ludzi na całym świecie, gdyż pokusa otwarcia listu miłosnego była nie do opanowania.

## Przykłady
Przykładami poczytnych listów miłosnych są np. listy Abelarda i Heloizy, Chopina i George Sand, Hanny Arendt i Martina Heideggera, Ingeborg Bachmann i Paula Celana, oraz Franza Kafki do Mileny Jesenskiej. Poznanie intymnych przejawów uczucia w upublicznionych listach miłosnych znanych osób może w pewnych przypadkach umniejszyć w naszych oczach ich wielkość, ale z drugiej strony uczłowieczać je.

### Historyczne listy miłosne obce
Giovanni Boccaccio umieścił list miłosny na dedykacyjnym egzemplarzu swojego najnowszego poematu pt. Teseida i przesłał go Marii d’Aquino (w utworach nazywana Fiammettą), w której zakochał się w niedzielę Wielkiej Nocy w 1338 roku, widząc ją w kościele w Neapolu.
Przykładem włoskiego listu miłosnego z początku XVI wieku jest list Beatrice d’Este do księcia Lorenzo de Medici.
Król angielski Henryk VIII korespondował z Anną Boleyn, zanim została jego żoną i królową Anglii. Zachował się list, który Anna Boleyn napisała 6 maja 1536 roku z więzienia Tower do Henryka VIII, na 13 dni przed ścięciem, prosząc go o wszczęcie publicznego śledztwa w jej sprawie.
W 1921 roku na język polski zostały przetłumaczone przez Stanisława Przybyszewskiego listy miłosne mniszki Marianny d'Alcoforado i rotmistrza Noela Boutona, markiza de Chamilly, którzy poznali się w 1664 roku. Listy te znane są w literaturze jako Listy portugalskie.
Słynne stały się listy miłosne XVII-wiecznej uwodzicielki Ninon de Lenclos do młodego markiza de Sévigné, zakochanego w niej na zabój, pomimo dzielącej ich różnicy wieku, w których Ninon daje niedoświadczonemu młodzieńcowi pouczenia doświadczonej kobiety.
Zachowały się listy miłosne przyjaciółki Woltera i kochanki Maurycego Saskiego – aktorki francuskiej Adrianny Lecouvreur – do pana d'Argental, radcy parlamentarnego w Paryżu.
Maria Leszczyńska otrzymała list miłosny od króla Francji Ludwika XV, cztery dni po ich ślubie, który odbył się per procusa i in absentia 15 sierpnia 1752 roku. Jean-Jacques Rousseau pisał listy miłosne do kolejnych towarzyszek swojego życia. Listy miłosne Julii de Lespinasse do pułkownika Hipolita de Guiberta, którego kochała, zapewniły jej nieśmiertelność zdaniem Boya-Żeleńskiego, który dokonał ich przetłumaczenia. W 1905 roku zostały opublikowane listy miłosne niemieckiego poety Fryderyka Schillera do Lotty Lengefeld, którą poślubił w 1790 roku. Do dzisiejszych czasów zachowały się też i zostały opublikowane listy miłosne, które Mozart wysyłał do Konstancji Weber, zarówno te z okresu kiedy kompozytor starał się o jej rękę, jak i już po poślubieniu jej. Wiele listów miłosnych, pisanych od 20 do 82 roku życia do adorowanych przez siebie kobiet, pozostawił po sobie Goethe. Napoleon posyłał żarliwe listy miłosne z wątkami intymnymi do Józefiny, a po rozwodzie pisał do Marii Walewskiej.
Przetrwał ostatni wzruszający list miłosny admirała Nelsona do Emmy, którego pisanie rozpoczął na dwa dni przed bitwą pod Trafalgarem, a który znaleziono na jego biurku już po jego śmierci. Liczne kobiety i pisane do nich listy miłosne odegrały rolę w życiu angielskiego poety Byrona.
W XIX wieku pisali do siebie romantyczne listy Alfred de Musset i George Sand, Victor Hugo do Juliette Drouet, Alexandre Dumas do Hyacinthe Meynier, żonaty Richard Wagner do zamężnej Matyldy Wessendonck, 62-letni Henrik Ibsen do 18-letniej Emilie Bardach.

### Historyczne listy miłosne polskie
Z obozów na polach walki listy miłosne do żony Krystyny pisał hetman wielki koronny Jan Zamoyski. Podobnie było w przypadku Jana Kazimierza i Marii Ludwiki. Korespondowali ze sobą księżna Franciszka Urszula z mężem. Miłosne listy małżeńskie pisali do siebie król Zygmunt August i Barbara Radziwiłłówna, ale do historii przeszły listy miłosne, które słali do siebie  podczas rozłąki król Jan III Sobieski i Marysieńka.
Listownemu wyrażaniu uczuć nie oparł się nawet matematyk i astronom Jan Śniadecki w stosunku do pani Antoniny Chołoniewskiej, młodej wdowy.
Zawoalowany flirt miłosny uprawiali listownie Klementyna z Tańskich Hoffmanowa i Joachim Lelewel. Wiele lat romantycznie korespondowali ze sobą matka Juliusza Słowackiego, Salomea Słowacka, z Edwardem Odyńcem.
Adam Mickiewicz pisał listy miłosne do Maryli oraz pełne wzajemnej życzliwości listy do pianistki Marii Szymanowskiej, wymienił też listy miłosne z zakochaną w nim na zabój młodziutką Karoliną Jaenisch, o której zapomniał po wyjeździe z Moskwy. Korespondentką Mickiewicza była też Henrietta Ewa Ankwiczówna, którą poeta poznał podczas pobytu w Rzymie, i z którą wznowił korespondencję już u schyłku życia, 20 lat po poznaniu się. Smutne i pełne troski listy pisał podupadający na zdrowiu i borykający się z problemami finansowymi Mickiewicz do chorej żony i matki jego dzieci, Celiny Szymanowskiej, przebywającej w lecznicy.
Także inni  polscy poeci, zaliczani do grupy narodowych wieszczów, pisali listy miłosne do adorowanych przez siebie kobiet. Zygmunt Krasiński pisał do Amelii Załuskiej, Joanny Bobrowej i Delfiny Potockiej. Juliusz Słowacki pisał do Joanny Bobrowej i Zofii Węgierskiej. Cyprian Norwid korespondował z Marią Trębicką.

### W czasach współczesnych
Przez niemal 20 lat listy miłosne uzupełniane rysunkami i malowidłami pisał do swojej drugiej żony, Teresy Starowieyskiej, Franciszek Starowieyski. Wybór ich listów opatrzony komentarzami został wydany w postaci książkowej w 2010 roku, a oryginały były reprezentowane na wystawie. Korespondowali ze sobą także Wisława Szymborska i Kornel Filipowicz, a ich miłosna korespondencja ukazała się drukiem w 2016 pt. Listy. Najlepiej w życiu ma twój kot. Były prezydent Francji François Mitterrand pisał listy miłosne do kochanki Anne Pingeot. Ich wybór ukazał się we francuskich księgarniach w 2016 roku pod tytułem Lettres à Anne (1962-1995).

## W muzyce
Przykładem listu miłosnego w operze jest list Tatiany (aria sopranu) do Eugeniusza Oniegina.
Przyjaciele i znajomi Gustava Mahlera byli zgodni co do tego, że Adagietto z jego V Symfonii było listem miłosnym do Almy, którą poznał w trakcie komponowania utworu - kompozytor wysłał jej rękopis bez bliższych wyjaśnień.

Śpiewaczka operowa Pauline Viardot otrzymywała listy od zakochanego w niej Iwana Turgieniewa, którego poznała podczas występów w Rosji, gdy obydwoje mieli po dwadzieścia kilka lat. Ostatni, pożegnalny list do Viardot, pełny czułej miłości i pasji, Turgieniew napisał tuż przed śmiercią w 1883 roku.
Piotr Czajkowski korespondował od 1876 roku, przez kolejnych 13 lat, ze swoją protektorką Nadieżdą von Meck. Nadieżda nie tylko wspierała go finansowo, lecz była dla niego jak to określił Modest Czajkowski, brat kompozytora, „aniołem-stróżem”, czymś w rodzaju zaufanej osoby i psychoterapeutki. Łączyły ich również wspólne upodobania muzyczne: obydwoje nie lubili Brahmsa i Wagnera, zaś uwielbiali Carmen Bizeta. Nie zgadzali się natomiast w przypadku Mozarta, którego Nadieżda nie lubiła, a Czajkowski doceniał. Jej kompozytor zadedykował swoją IV Symfonię.

## W malarstwie

List miłosny w malarstwie
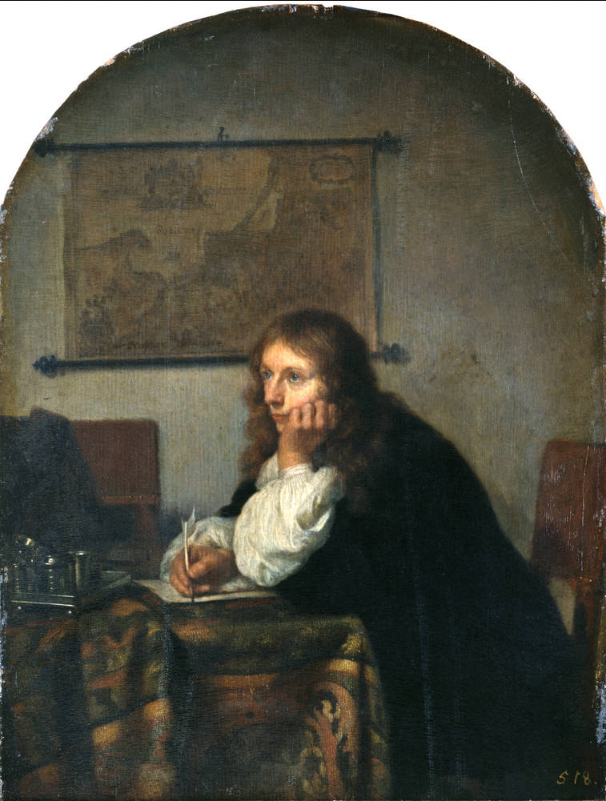
Piszący list, 1665, Caspar Netscher, Gemaeldegalerie
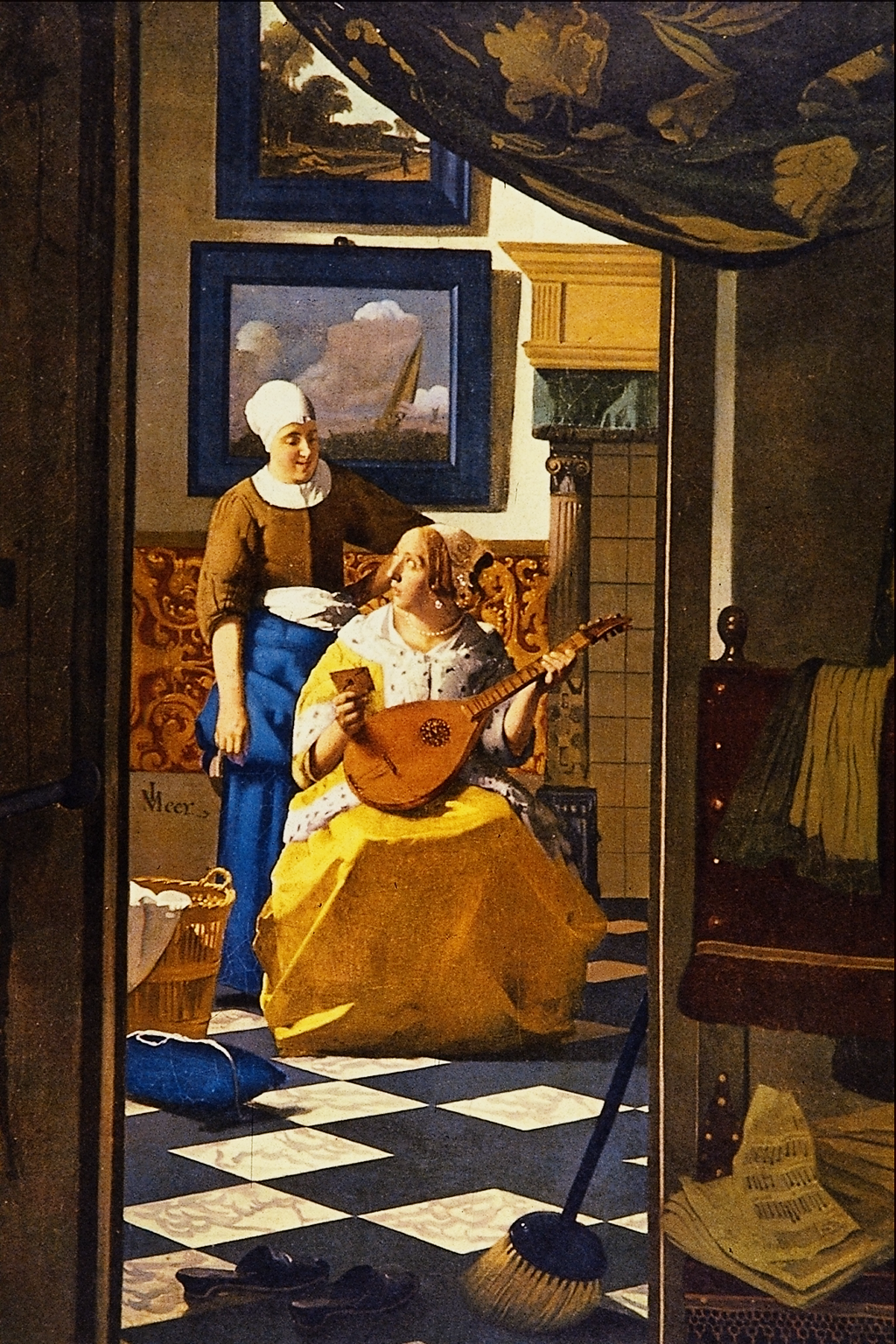
List miłosny, 1665-70, Jan Vermeer, Rijksmuseum
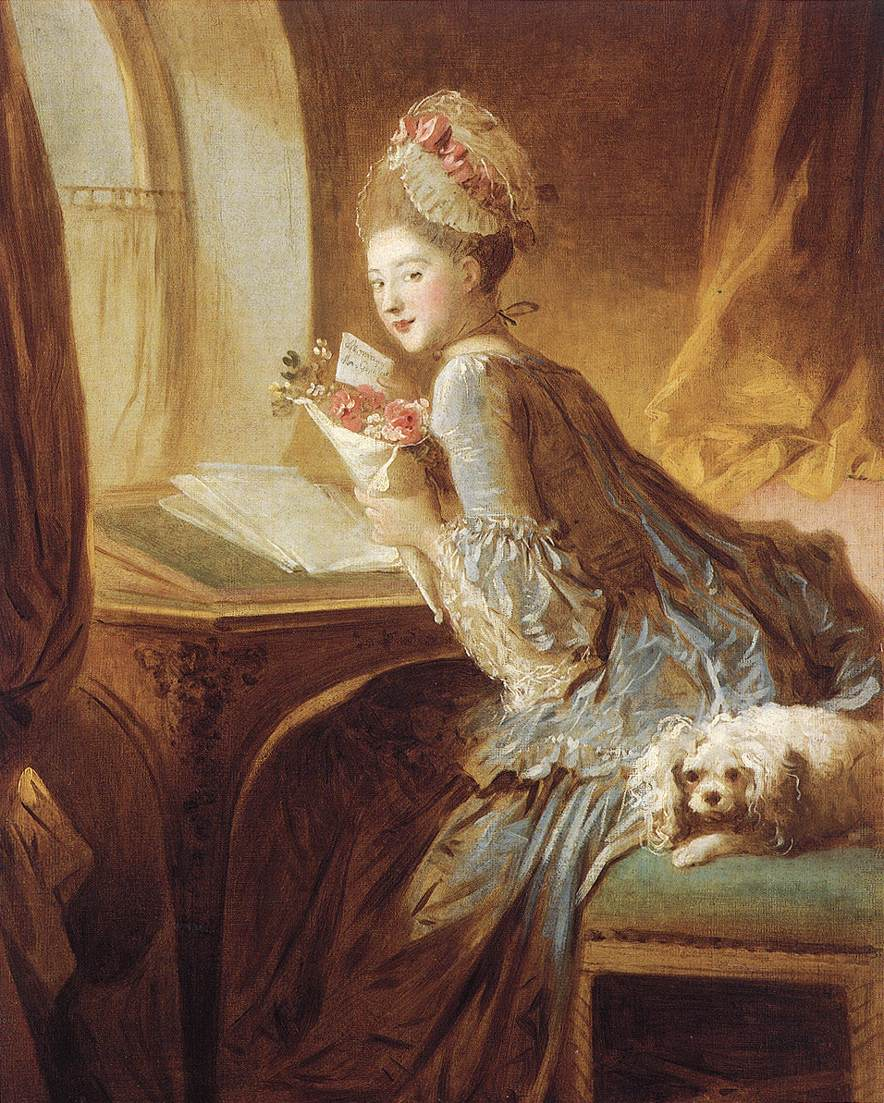
List miłosny, 1770, Jean-Honoré Fragonard, Metropolitan Museum of Art
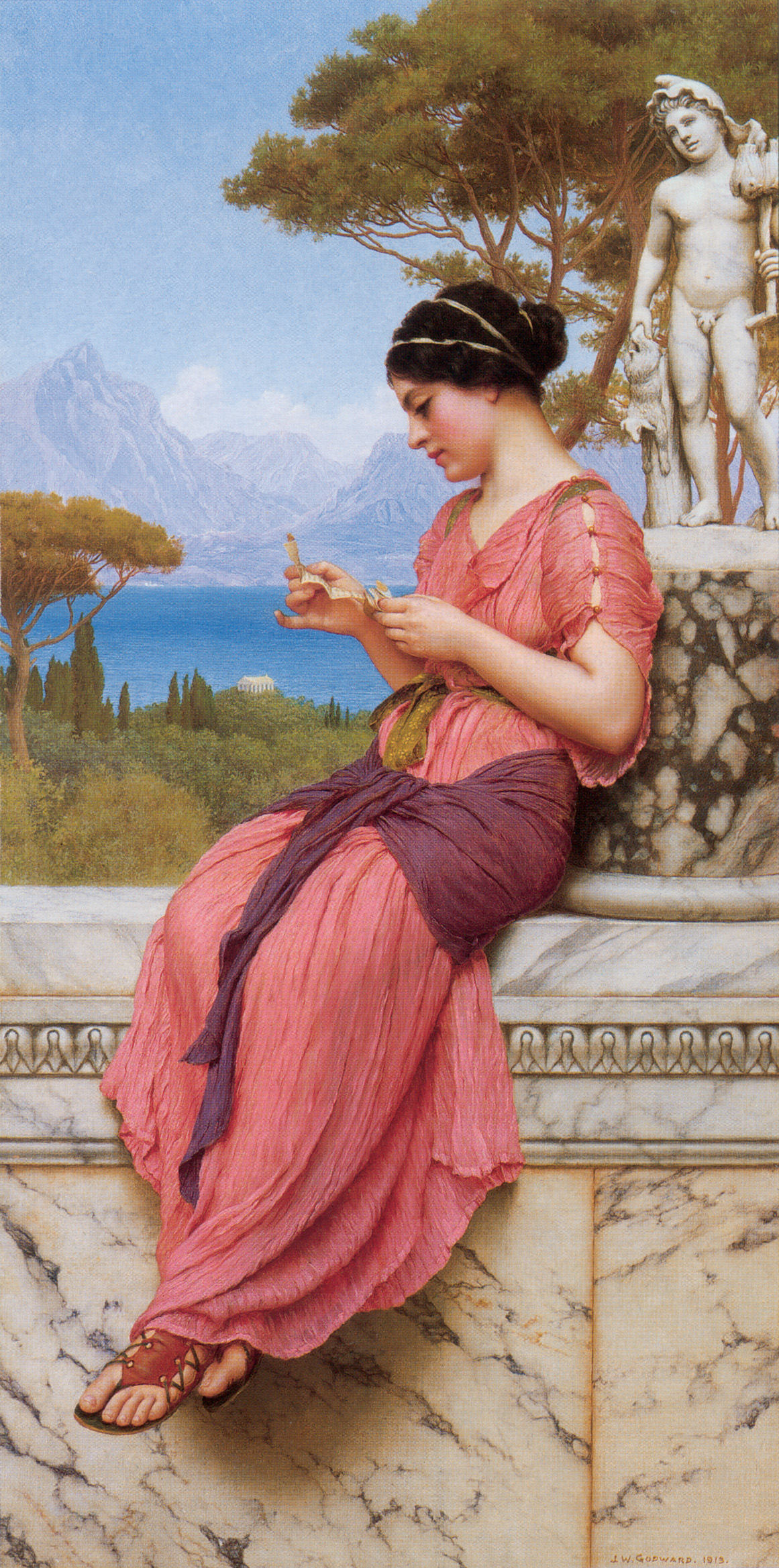
The Love Letter, 1913, John William Godward
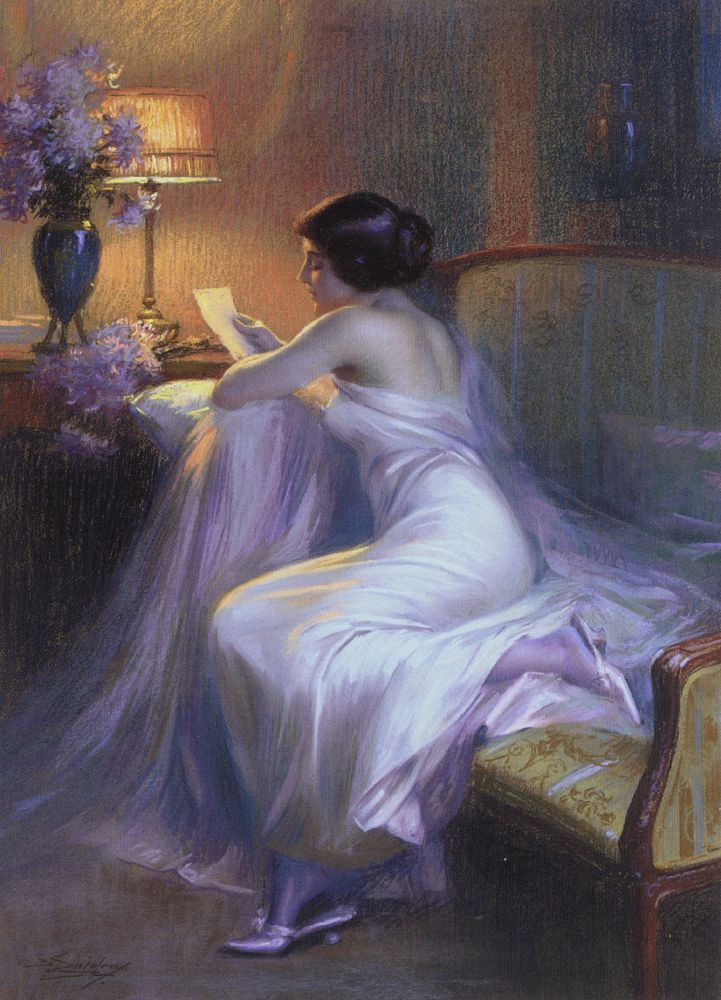
La lettre, Delphin Enjolras
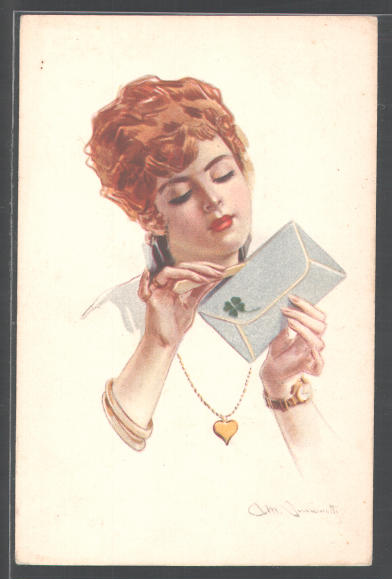
La lettera d’amore, Amedeo Simonetti